# Om du reser mycket
Om du reser mycket ist ein Musikalbum des Trondheim Jazz Orchestra und Johan Lindvall. Die im Oktober 2020 im Studio Paradiso in Oslo entstandenen Aufnahmen erschienen 2021 auf dem Label Midtnorsk Jazzsenter.

## Hintergrund
Der schwedische Pianist und Komponist Johan Lindvall ist bekannt für seine Zusammenarbeit mit Jenny Hval, Christian Wallumrød und Mette Henriette. Im Jahr 2020 erhielt er einen Kompositionsauftrag vom Midtnorsk Jazzsenter mit dem Trondheim Jazz Orchestra; seine daraufhin entstandene Komposition „om du reser mycket“ (deutsch: „wenn du viel reist“) wurde 2020 bei Moldejazz uraufgeführt und war zunächst als Soundtrack für einen neuen Film von Jenny Berger Myhre bestimmt, um Lindvalls Interesse an der Kombination von Musik und dem bewegten Bild entgegenzukommen. Der Live-Auftritt umfasste einen Film der Videofilmerin Jenny Berger Myhre und Lindvall sowie ein Lichtdesign von Kyrre Heldal Karlsen.
Das gleichnamige Album wurde im Oktober 2020 im Studio Paradiso in Oslo aufgenommen. Die aus elf Musikern bestehende Version des Trondheim Jazz Orchestra umfasst unter anderem das Duo Propan (die Sängerinnen und Elektronikerinnen Ina Sagstuen und Natali Abrahamsen Garner), den Klarinettisten Klaus Ellerhusen Holm, die Altsaxophonistin Mette Rasmussen (sie ersetzte auf dem Album Mette Henriette, die bei der Uraufführung bei Moldejazz spielte), den Gitarristen Christian Skår Winther, die Perkussionistin Matilda Rolfsson und die Cellistin Marianne Baudouin Lie.
Om du reser mycket wird als „Hommage an die berstende Fantasie“ beschrieben.

## Titelliste
- Trondheim Jazz Orchestra: Om du reser mycket (Midtnorsk Jazzsenter MNHC 024)[3]

1. Introduktion 4:19
2. Fall 2:30
3. Dröm 3:37
4. Att Säga Nej 6:20
5. Regn 2:57
6. Varit Här Förut 3:27
7. Röd 3:55
8. Två 1:43
9. Inte Nu 4:35
10. Slut 5:13

Die Kompositionen stammen von Johan Lindvall.

## Rezeption
„Wie viel können wir von der Vorstellungskraft des anderen verlangen“, schrieb Eyal Hareuveni in Salt Peanuts. Bei om du reser mycket gehe es um den Dialog: diskrete, suggestive Gespräche, Stimmen, die versuchen, sich einander anzunähern. Om du reser mycket biete eine suitenartige Komposition aus zehn unterschiedlichen und kurzen Gesprächen und Klangexperimenten von Lindvall und dem TJO, die alle die facettenreiche, genreübergreifende musikalische Persönlichkeit Lindvalls hervorheben und sich alle auf minimalistische, rhythmische Motive konzentrieren. Diese Stücke würden [im Verlauf des Albums] eine lockere und feinfühlige Erzählung entwickeln, die ihre Spannung aufbaut und mit großer Konzentration auf Details geduldig aufblüht, beginnend mit dem Ätherischen und Weiten («Introduction»), übergehend in den Kammerjazz («Fall»), eine engelhafte Traumlandschaft («Dröm»), ein verspieltes Lied mit intensiver Coda («att säga nej»), rätselhaften Drones («regn») und («varit här förut»), leichtem Groove («röd»), kammermusikalischen Anleihen («två») und verführerischem Groove («inte nu») erweitern diese Ader mit dem ansteckenden, funkigen Schluss («Slut»).